# Al-Kutub as-sitta
al-Kutub as-sitta (arabisch الكتب الستة ‚die sechs Bücher‘) sind die sechs sunnitischen kanonischen Hadith-Sammlungen, die Aussprüche, Handlungen und Anweisungen des Propheten Mohammed enthalten, die in einer islamischen Gesellschaft als Sunna, als nachahmenswerte oder zu befolgende Normen verstanden werden. Somit sind sie nach dem Koran die zweite Quelle der islamischen Jurisprudenz.

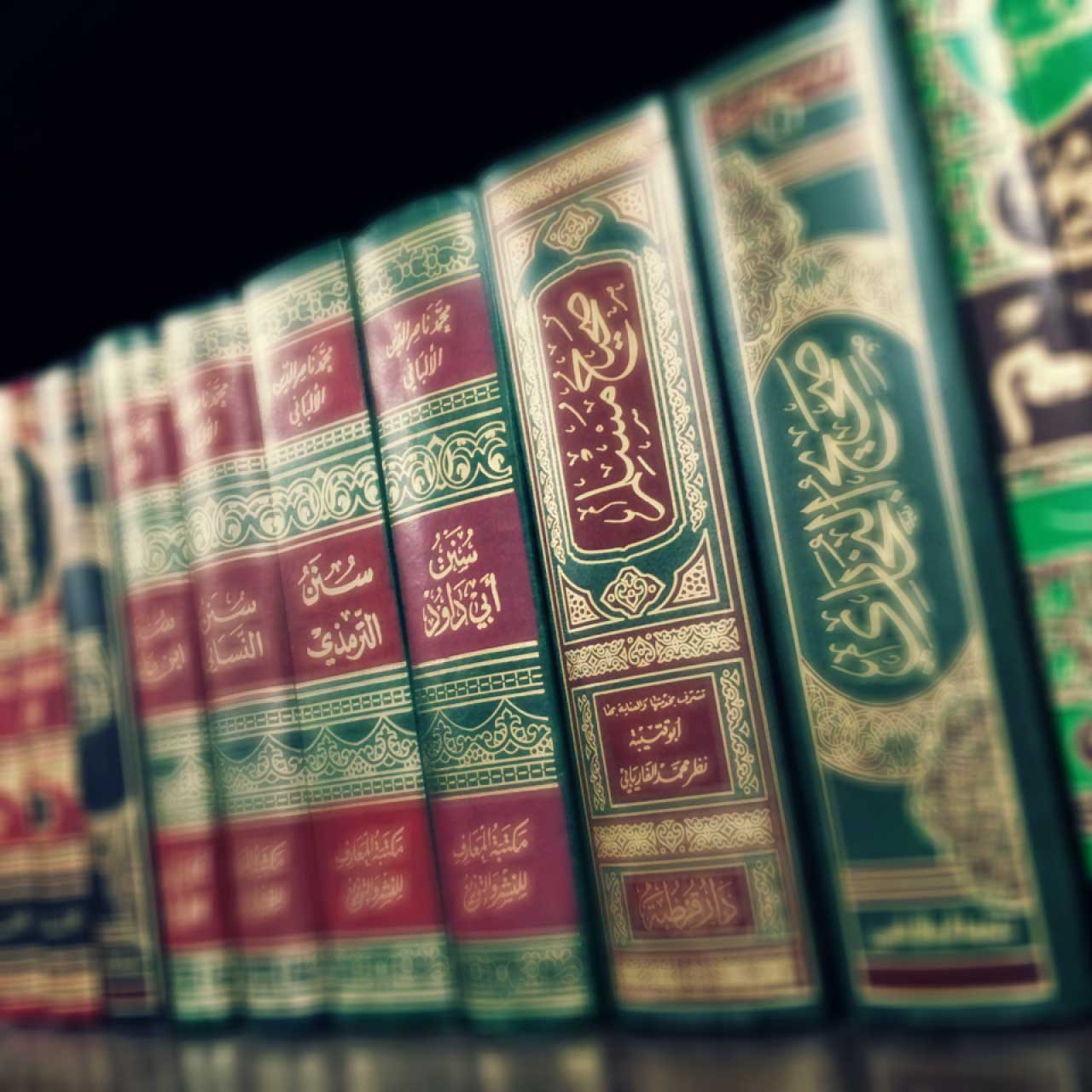
Sammlung von Hadithen

## Die zwei „gesunden“ Sahih-Werke
- al-dschāmi' as-Sahīh (الجامع الصحيح ‚die authentische Sammlung‘) von Abu 'Abdallah Muhammad ibn Isma'il al-Buchari al-Dschu'fi (أبو عبد الله محمّد بن إسماعيل البخاري الجعفي) gestorben 256/870. – Das Werk ist nach den Kapiteln der islamischen Jurisprudenz zusammengestellt mit dem Ziel, dem authentischen Hadith in der Rechtsprechung allgemeine Gültigkeit zu verschaffen.[1]
- al-dschāmi' as-Sahīh (الجامع الصحيح ‚die authentische Sammlung‘) von Abu l-Husain Muslim ibn al-Haddschadsch al-Quschairi an-Naisaburi (أبو الحسين مسلم بن الحجاج القشيري النيسابوري), gestorben 261/875. - Auch dieses Werk ist nach den Kapiteln der islamischen Jurisprudenz angeordnet. Im Gegensatz zu al-Buchhari's Werk hat Muslim mehrere Varianten zu ein und derselben Aussage des Propheten zusammengestellt, die inhaltliche Abweichungen aufweisen.[2] Die genannten Werke von al-Buchari und Muslim nennt man im islamischen Schrifttum: as-Sahihan الصحيحان / aṣ-ṣaḥīḥān / ‚„die zwei authentischen Hadithsammlungen.“‘

## Die sog. „Sunan“-Werke
- al-dschāmi' as-Sahīh fī s-sunan (الجامع الصحيح في السّنن ‚die authentische Sammlung der Sunna‘) von Abu 'Isa Muhammad ibn 'Isa at-Tirmidhi (أبو عيسى محمد بن عيسى الترمذي) gestorben 279/892. Unter den sog. Sunan-Werken zeichnet sich dieses Werk durch die kritischen Bemerkungen des Verfassers zu den einzelnen Hadithen mit Hinweisen auf die Ansichten der Rechtsschulen aus. at-Tirmidhi „nimmt jede Tradition auf, insofern von ihr nachgewiesen ist, dass sie je einem Gesetzkundigen als Beweis und Argument in der gesetzlichen Praxis gegolten habe, mit anderen Worten, jeden Satz, auf welchen man sich je berufen hat“.[3]
- kitāb as-Sunan (كتاب السّنن ‚das Buch der Traditionen‘) von Abu Dawud Sulaiman ibn al-Asch'ath as-Sidschistani (أبو داود سليمان بن الأشعث السجستاني) gestorben 275/888.- Der Verfasser stellte in diesem Werk die Sunna des Propheten Mohammed aus rund 500 Tausend Überlieferungen zusammen.[4] Wie sein Schüler al-Tirmidhi ergänzt Abu Dawud die Traditionen mit seinen isnadkritischen Anmerkungen, die in den späteren Werken noch häufiger als bei Abu Dawud und at-Tirmidhi vorkommen. Man kann sie als die ersten literarisch überlieferten Zeugnisse der Traditionskritik betrachten.[5]
- kitāb as-Sunan (كتاب السنن ‚das Buch der Traditionen‘) von Abu 'Abd ar-Rahman Ahmad ibn 'Ali an-Nasāʾī (أبو عبد الرحمن أحمد بن علي النّسائي) gestorben 303/915. - Dieses Werk stellt eine Zusammenfassung der von al-Buchari und Muslim gesammelten Materialien dar und ergänzt vor allem die Hadithe über das rituelle Leben mit zahlreichen Kleinigkeiten und Versionen. In der Erstfassung des Werkes, das unter dem Titel As-Sunan al-kubra, Das große Sunna-Werk, hat an-Nasa'i auch „schwache“ Hadithe, deren Beweiskraft im Rechtsleben und im islamischen Ritual stets umstritten blieb, berücksichtigt; diese Erstfassung ist nicht erhalten.[6]
- kitāb as-Sunan (كتاب السّنن ‚das Buch der Traditionen‘) von Abu 'Abdallah Muhammad ibn Yazid ar Raba'i al-Qazwini (أبو عبد الله محمّد بن يزيد الربعي القزويني), bekannt als Ibn Madscha (ابن ماجة), gestorben 273/887. - Nicht alle der von ihm gesammelten Hadithe hielten der Traditionskritik seiner Zeit stand. Ibn Madscha wählte seine Materialien aus einer kleinen Anzahl von Quellen aus, wodurch sein Werk übersichtlicher gestaltet werden konnte als z. B. die Sammlung von an-Nasa'i.[7]

## Weitere Hadith-Sammlungen
Diese sechs Hadithsammlungen sind die Grundlage der Concordance et Indices de la Tradition Musulmane, herausgegeben von A.J. Wensinck et alii (Brill, Leiden 1936–1988); die Verfasser dieser Hadith-Konkordanz haben noch drei weitere Werke, die in der islamischen Hadith-Literatur stets einen hohen Stellenwert genießen, in ihrer Arbeit berücksichtigt:
- das Sunan-Werk von ad-Darimi (797-869),
- den umfassenden Musnad von Ahmad ibn Hanbal
- und den Muwatta' von Mālik ibn Anas.

Die Stellung der oben angeführten Werke im islamischen Schrifttum war in den Jahrhunderten nach ihrer Entstehung nicht unumstritten. Kritische Schriften, die sogar die zwei authentischen Sammlungen zu ihrem Gegenstand hatten, entstanden bereits im 4. muslimischen Jahrhundert (10. Jahrhundert n. Chr.); sie zeigten die Schwächen von angeblich glaubwürdigen und im Rechtsleben als beweiskräftig angesehenen Hadithen z. B. bei al-Buchari auf.